# Liste des îles de Corée du Sud

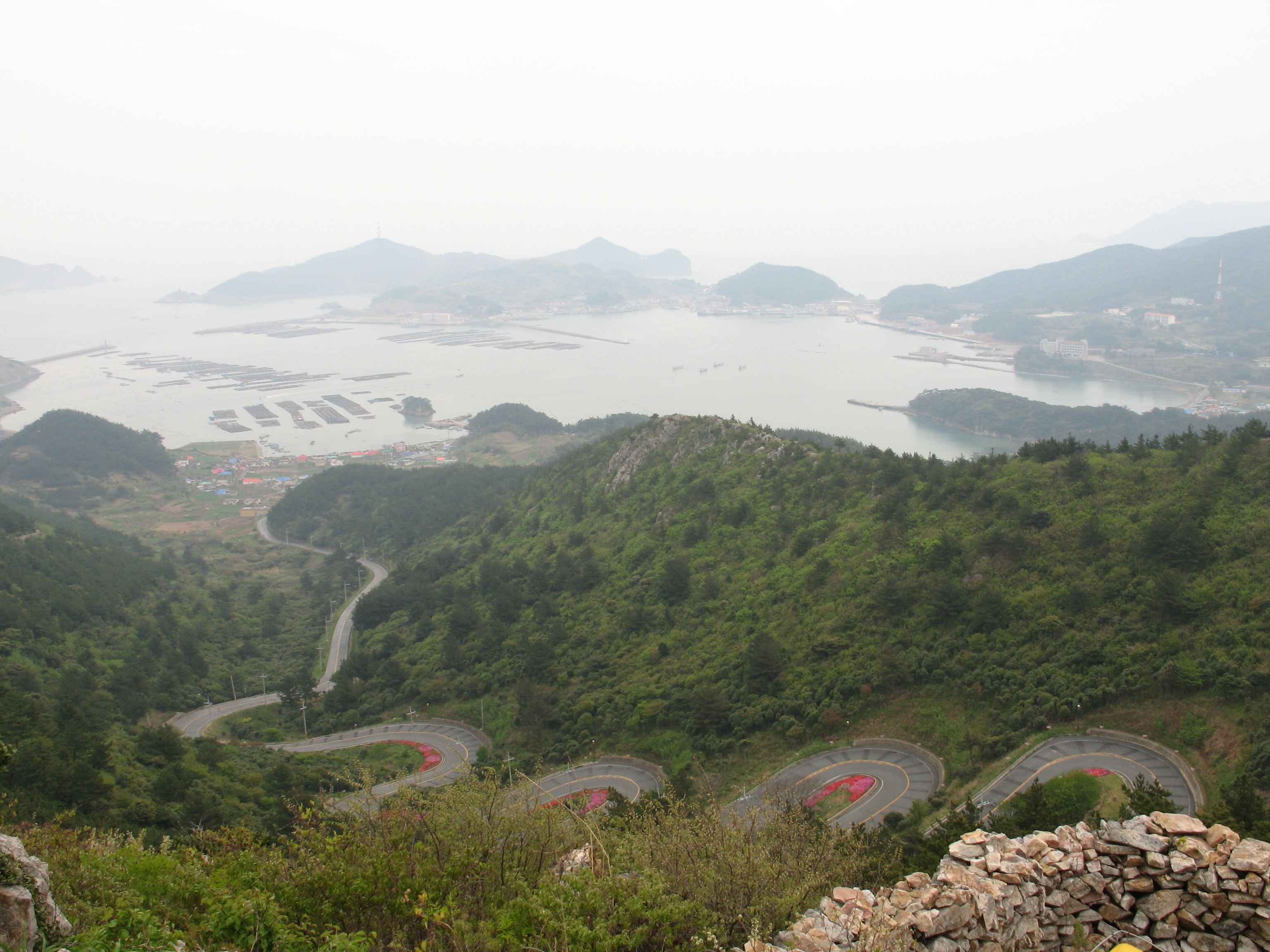
Heuksando.

Les îles de Corée du Sud sont au nombre de 3 215. Elles se trouvent essentiellement près de la côte à l’ouest du pays dans la mer Jaune et au sud dans le détroit de Corée. La mer y est relativement peu profonde et sujette à de fortes marées. La côte est, donnant sur la mer du Japon (mer de l'Est), est beaucoup plus rectiligne et comporte très peu d’îles. Seules les îles d’origine volcanique de Jeju, Ulleungdo et Dokdo sont situées à grande distance de la péninsule coréenne. « Do » signifie « île » en coréen.

## Les plus grandes îles de la république de Corée
| N° | Nom           | Arrondissement ou ville | Province           | Superficie (km2) | Population   |
| -- | ------------- | ----------------------- | ------------------ | ---------------- | ------------ |
| 1  | Jeju          | -                       | Jeju               | 1 840            | 560 000      |
| 2  | Geoje         | Geoje                   | Gyeongsang du Sud  | 379              | 200 000 env. |
| 3  | Jindo         | Jindo                   | Jeolla du Sud      | 362              | 41 184       |
| 4  | Kanghwa       | Kanghwa                 | Incheon            | 302,4            | 65 500       |
| 5  | Namhae        | Namhae                  | Gyeongsang du Sud  | 301,6            | 50 000 env.  |
| 6  | Anmyeondo     | Taean                   | Chungcheong du Sud | 113,5            |              |
| 7  | Wando         | Wando                   | Jeolla du Sud      | 90,2             | 25 363       |
| 8  | Ulleungdo     | Ulleung                 | Gyeongsang du Nord | 73,1             | 10 000 env.  |
| 9  | Dolsando      | Yeosu                   | Jeolla du Sud      | 70,6             |              |
| 10 | Yeongjong     | Junggu                  | Incheon            | 63,8             |              |
| 11 | Geogeumdo     | Goheung                 | Jeolla du Sud      | 62,1             |              |
| 12 | Changseondo   | Namhae                  | Gyeongsang du Sud  | 54,2             |              |
| 13 | Jaeundo       | Sinan                   | Jeolla du Sud      | 51,6             |              |
| 14 | Abhaedo       | Sinan                   | Jeolla du Sud      | 48,9             |              |
| 15 | Anjwado       | Sinan                   | Jeolla du Sud      | 46,9             |              |
| 16 | Gyodongdo     | Ganghwa                 | Incheon            | 46,9             | 3 188        |
| 17 | Baengnyeongdo | Ongjin                  | Incheon            | 45,8             | 4 329        |
| 18 | Bigeumdo      | Sinan                   | Jeolla du Sud      | 44,1             |              |
| 19 | Gogeumdo      | Wando                   | Jeolla du Sud      | 43,2             | 4 906        |

## Liste des îles par province
La liste suivante regroupe les principales iles du pays classées par province dans le sens inverse des aiguilles d’une montre depuis le nord-ouest jusqu’au sud-est. Sauf mention contraire, elles sont toutes habitées.

### Incheon
La ville métropolitaine d’Incheon administre 154 îles dont 42 sont habitées soit 94 172 habitants. Elles sont toutes situées dans la mer Jaune. Les îles du nord-ouest de cette zone sont à proximité immédiate de la Corée du Nord et se trouvent dans une zone maritime disputée où se sont produits plusieurs incidents connus sous le nom de la guerre du crabe. Les îles orientales sont très proches du port d’Incheon et donc de la capitale Séoul. C’est une zone en fort développement qui est sujette à d’importants travaux d’aménagements (terrains gagnés sur la mer, construction de ponts ainsi que de l’aéroport international).
| - Achado - Baegado - Baengnyeong-do, l’île la plus à l’ouest du pays. À 4 h de bateau d’Incheon et juste en face de la côte nord-coréenne. - Boreumdo - Daeijakdo - Daeyeonpyeongdo, île principale de l’archipel de Yeonpyeong, un avant-poste en face de la côte nord-coréenne - Deokjeokdo - Donggeomdo - Gureopdo - Gyodongdo, à l’embouchure de l’Hangang. Il est prévu d’y construire la plus grande des usines marémotrices. - Jangbongdo - Jawoldo - Jido - Jumundo - Kanghwa (Kanghwa). À l’embouchure du Hangang et contrôlant l’accès à Séoul, elle fut le théâtre de plusieurs expéditions occidentales. - Maldo - Mibeopdo - Modo | - Mungapdo - Muui-do - Seogeomdo - Seongmodo - Seonjaedo - Seonmido - Seungbongdo - Sido - Silmido, petite île inhabitée qui a servi de base d’entrainement aux soldats chargés d’aller assassiner Kim Il-sung, le président de la Corée du Nord - Sindo - Soijakdo - Soyado - Soyeonpyeongdo - Uldo - Yeongheungdo - Yongyudo, rattachée à Yeongjongdo lors de la construction de l’aéroport international d'Incheon |  |

Les îles de la métropole d’Incheon dans la mer Jaune.

### Gyeonggi-do
65 îles dont onze habitées pour une population totale de 7 215 habitants.
| Ville d’Ansan - Daebudo, 7 114 habitants sur 41,98 km2. Connectée au continent par des ponts, elle a été agrandie par les ex-îles de Seongamdo et Tando. - Jebudo - Pungdo - Yukdo | Ville de Gimpo - Daesongyeo - Sosongyeo | Ville de Siheung - Oido, ancienne île rattachée au continent - Okgudo, ancienne île rattachée au continent |

### Chungcheong du Sud
La province compte 261 îles dont 37 sont habitées pour un total de 1 204,6 km2.
- Anmyeondo

Le Jeolla du Nord abrite 26 îles habitées (6 468 habitants au total) et 83 îles désertes.

### Jeolla du Sud
Le Jeolla du Sud est le pays des îles par excellence. Il en contient 1 966 dont 278 sont habitées. Situées à la pointe sud-ouest de la péninsule, elles se répartissent entre la mer Jaune et le détroit de Corée.  
- Anmado
- Choramdo
- Chuja Gundo
- Dolsando
- Gageodo
- Hauido
- Hwado
- Imjado

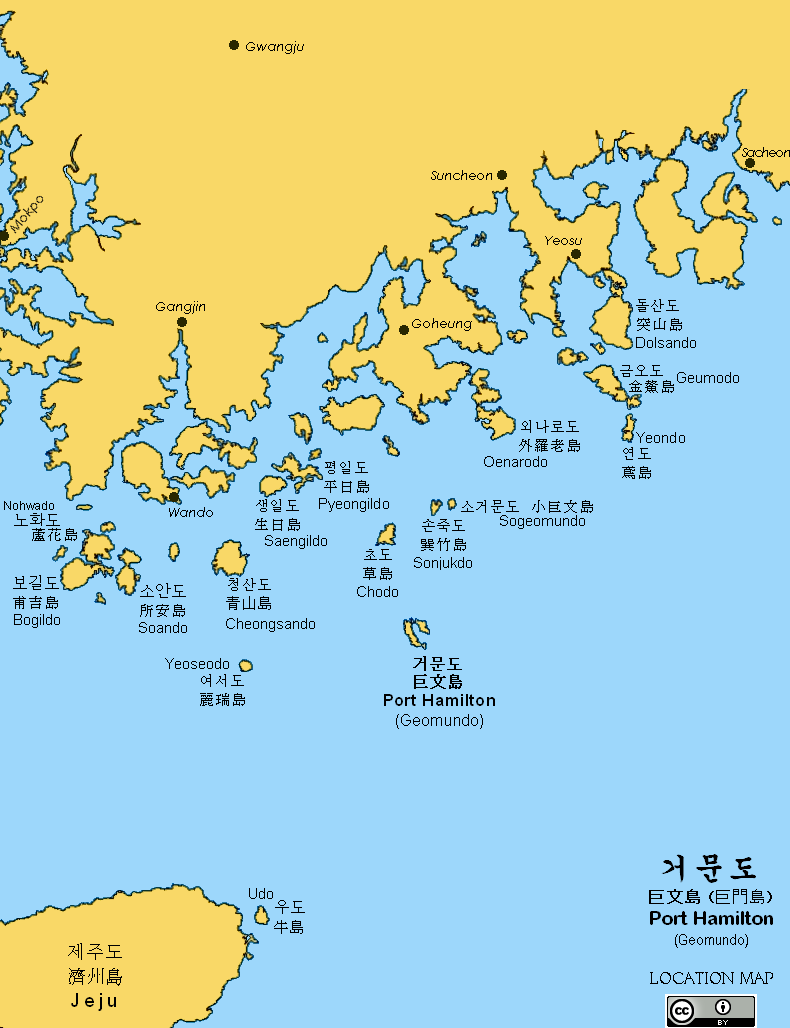
Iles du Jeolla du Sud dans le détroit de Corée.

- Jindo, lieu d’origine des chiens de chasse Jindo (en)
- Naenarodo
- Narodo, cette île abrite un centre de lancement pour satellites
- Nohwado
- Oenarodo
- Geomundo (Port Hamilton), une base de la marine britannique à la fin du dix-neuvième siècle
- Saengildo
- Sangtedo
- Sinjido
- Yeoseodo
- Wando. Ici se trouvait le Cheonghaejin (en), un complexe militaire fondé en 828 par le général Jang Bogo.

### Jeju
L’île de Jeju est entourée par 63 îles mineures dont huit sont habitées.
- Jeju (Cheju, Quelpart), la plus grande des îles, formée par le volcan Hallasan (1 950 m)
- Gapado
- Marado, l’île la plus au sud du pays
- Udo

### Gyeongsang du Sud
428 îles dont 346 désertes.
- Geojedo, à proximité de Busan et comprenant la ville de Geoje (229 000 hab.), c’est un centre de construction navale.
- Namhaedo, la cinquième île du pays par la taille, elle se dépeuple rapidement.
- Changseondo

### Busan
Six îles habitées, 82 au total.

### La mer du Japon (mer de l'Est)
Les quatre îles suivantes se trouvent au milieu de la mer du Japon (mer de l'Est) et sont rattachées à la province du Gyeongsang du Nord.
- Ulleungdo (île Dagelet), un volcan éteint situé à 120 km du continent.
- Jukdo
- Kwanundo
- Dokdo (les rochers Liancourt, Takeshima), objet d’une controverse avec le Japon

Mise à part ces quatre îles, la côte d’Ulsan, du Gyeongsang du Nord et du Gangwon ne comprend que 83 îlots inhabités.

## Iles fluviales
Les îles suivantes se trouvent sur le Hangang ; les quatre premières à Séoul et la dernière à Gimpo.
- Seonyudo
- Yeouido
- Bamseom
- Nodeulseom
- Baengmado